# Ouahigouya (département)
Cet article concerne le département et la commune urbaine. Pour la ville chef-lieu, voir Ouahigouya.
Ouahigouya est un département et une commune urbaine du Burkina Faso, situé dans la province du Yatenga et la région du Nord dont il est le chef-lieu.

## Géographie

### Démographie
- En 2006, le département comptait 125 030 habitants recensés[1].

## Administration

### Villes et villages
Le département et la commune urbaine de Ouahigouya est administrativement composée d'une ville chef-lieu homonyme, également chef-lieu de province et de région (données de population consolidées en 2012, issues du recensement général de 2006) :
- Ouahigouya, subdivisée en 15 secteurs (totalisant 73 153 habitants) :

- Secteur 1 (habitants)
- Secteur 2 (habitants)
- Secteur 3 (habitants)
- Secteur 4 (habitants)
- Secteur 5 (habitants)
- Secteur 6 (habitants)
- Secteur 7 (habitants)
- Secteur 8 (habitants)
- Secteur 9 (habitants)
- Secteur 10 (habitants)
- Secteur 11 (habitants)
- Secteur 12 (habitants)
- Secteur 13 (habitants)
- Secteur 14 (habitants)
- Secteur 15 (habitants)

et 37 villages (totalisant habitants)  :
- Aoréma (3 553 habitants)
- Baporé (349 habitants)
- Bassaouassa (364 habitants)
- Bembéla (1 180 habitants)
- Bissiguin (2 630 habitants)
- Bogoya (5 310 habitants)
- Bolongo (374 habitants)
- Bouri (850 habitants)
- Cissin (317 habitants)
- Ippo (1 498 habitants)
- Issigui (1 066 habitants)
- Komsilga (426 habitants)
- Kouri (587 habitants)
- Liligomdé (459 habitants)
- Mopéléguin (1 093 habitants)
- Mouni (977 habitants)
- Ouatinoma (650 habitants)
- Ouédrancin (1 018 habitants)
- Passogo (147 habitants)
- Pirgo (806 habitants)
- Poédogo (540 habitants)
- Rallo (749 habitants)
- Ramessé (322 habitants)
- Rikou (2 113 habitants)
- Risci (301 habitants)
- Roba (801 habitants)
- Sambtinga (1 219 habitants)
- Saye (1 026 habitants)
- Sissamba (2 839 habitants)
- Sodin (3 188 habitants)
- Somiaga (2 988 habitants)
- Soubo (972 habitants)
- Toéssin (1 374 habitants)
- Yabonsgo (1 670 habitants)
- Youba (6 616 habitants)
- Zamioro (786 habitants)
- Zimba (719 habitants)